# Raymond von Marseille
Raymond von Marseille (* vor 1120; † im 12. Jahrhundert) war ein französischer Astronom und Astrologe.
Über ihn ist kaum etwas bekannt – sein Name taucht auf einer der Handschriften seiner Werke (Liber cursuum planetarum) auf, so dass der Name Raymond von Marseille dem Autor erstmals 1924 zugeschrieben wurde. Er wirkte in Marseille 1141 und davor. 
Von Raymond von Marseille sind drei Werke überliefert:
- Abhandlung über das Astrolabium (Vite presentis indutias silentio..), erhalten in einer Handschrift in Paris. Behandelt werden sowohl die Konstruktion als auch der Gebrauch des Astrolabiums. Es gehört zu den ersten lateinischen Texten, die eine genaue Kenntnis des Instruments im Westen vermitteln – es gab schon frühere lateinische Texte aus dem 10. und 11. Jahrhundert, die aber nicht so exakt waren. In dem Werk sind auch Sterntafeln und er benutzt Az-Zarqali als Quelle aber auch zum Beispiel das Buch von Hermann von Reichenau zum Astrolabium.
- Liber cursuum planetarum, astronomische Tafeln mit einer Einleitung, in der auch auf die Planetenbewegung eingegangen wird. Das Werk ist in drei Handschriften (Nationalbibliothek Paris, Fitzwilliam Museum Cambridge, Corpus Christi College Oxford) erhalten und wurde zuerst von Pierre Duhem analysiert. Raymond von Marseille benutzte die Toledaner Tafeln und das Werk von az-Zarqali, wobei er die Tafeln der geographischen Breite von Marseille anpasste. Das Werk entstand 1140 vor der Übersetzung der Toledaner Tafeln durch Gerhard von Cremona und vor dessen lateinischen Übersetzung des Almagest (1175) und zeigt somit früheste Einflüsse der durch die Araber vermittelten griechischen Astronomie im lateinischen Westen.[1]
- Liber judiciorum, über Astrologie, in etwa 10 Handschriften erhalten. Es galt lange als vermisst, wurde dann aber mit A philosophis astronomiam sic difinitam identifiziert, ein Werk das früher Johannes Hispalensis zugeschrieben wurde.

Die Zuschreibung des Liber Judiciorum und der Abhandlung über das Astrolabium erfolgt durch Hinweise im Liber cursuum planetarum.
Nikolaus von Kues schreibt im 14. Jahrhundert eine Übersetzung eines Werks über Alchemie (Theorica occultorum) einem Ramundus Marsiliensis zu, der möglicherweise mit Raymond von Marseille identisch ist.